# Аншлиф
Аншлиф (англ. polished section; нем. Anschliff; фр. section polie; итал. seccion pulida, placa pulimentada) — штуф горной породы, руды или минерала, одна или две поверхности которого пришлифованы и отполированы для изучения в отраженном свете под поляризационным микроскопом или бинокулярной лупой. Рыхлые породы предварительно цементируют канифолью, пихтовым бальзамом или иной смолой.
Из дробленых проб изготовляют аншлиф, цементируя шеллаком и отливая в специальной пресс-форме.

## Изучение
Аншлифы изучаются методами минераграфии..
B аншлифе можно различить цвет, твёрдость, электропроводность минерала, а также определить анизотропность. Кроме того, на поверхности могут быть проведены простейшие химические эксперименты.